# Chromadorita paetzoldi
Chromadorita paetzoldi är en rundmaskart som beskrevs av Meyl 1960. Chromadorita paetzoldi ingår i släktet Chromadorita och familjen Chromadoridae. Inga underarter finns listade i Catalogue of Life.